# Hexane-1,6-diol
L'hexane-1,6-diol ou 1,6-hexanediol est un composé organique de la famille des alcanes diols. Il se compose de la chaîne hydrocarbonée de l'hexane avec sur ses deux atomes de carbone terminaux un groupe hydroxyle.

## Synthèse
Il existe diverses possibilités pour la synthèse de l'1,6-hexanediol. Ainsi, il peut être obtenu par réduction de l'acide adipique avec l'hydrure  d'aluminium et de lithium ou de ses esters avec du sodium élémentaire. En outre l'hydrolyse du 1,6-dibromohexane ou du 1,6-diiodohexane fournit aussi du 1,6-hexanediol. D'autres options sont l'hydroboration de l'1,5-hexadiène  ou l'ouverture réductrice du cycle de l'ε-caprolactone.
La synthèse industrielle de l'1,6-hexanediol est habituellement menée à partir d'acide adipique ou de ses esters par réduction avec de l'hydrogène moléculaire. À cet effet, des températures de 170 à 240 °C avec des pressions de 150 à 300 bar sont généralement utilisées. L'hydrogénation de l'ε-caprolactame ou de l'acide 6-hydroxycaproïque sont aussi utilisées en synthèse industrielle.

## Utilisation
L'hexanediol-1,6 peut être utilisé pour la synthèse de l'oxépane. Pour cela, il est cyclisé dans le DMSO à 190 °C. L'hexanediol-1,6 permet également d'obtenir le 1,6-diaminohexane par réaction avec de l'ammoniac à température et pression élevées  :
{\displaystyle \mathrm {HO{-}(CH_{2})_{6}{-}OH\ +\ 2\ NH_{3}\ {\xrightarrow {\Delta T}}\ H_{2}N{-}(CH_{2})_{6}{-}NH_{2}\ +\ 2\ H_{2}O} }
Le 1,6-hexanediol est utilisé pour la production de matières plastiques telles que les polyesters et polyuréthanes. En outre, il est utile en tant que plastifiant et dans la préparation de lubrifiants.

## Sécurité
Le 1,6-hexanediol est de faible toxicité et peu inflammable, il est donc généralement considéré comme sûr. Il n'est pas irritant pour la peau, mais peut irriter les voies respiratoires ou les muqueuses. La poussière ou la vapeur de ce composé peuvent irriter ou endommager les yeux.